# ITU-T Grupo de estudio 16
El Grupo de Estudio 16 (SG16) de ITU-T  es un grupo establecido dentro del Sector de Estandarización de la Telecomunicación (ITU-T) quien se preocupa por la codificación multimedia, sistemas y aplicaciones, como estándares de codificación de vídeo. Es responsable de la estandarización de los estándares de codificación de video "H.26x", el estándar de codificación de imágenes "T.8xx", y tecnologías relacionadas, así como varias colaboraciones con la Organización Mundial de la Salud, incluyendo un listado seguro (H.870), es también el padre de VCEG y varios Focus Group, como el ITU Focus Group de la WHO en Inteligencia Artificial para Salud.
Administrativamente, el SG16  es una reunión de la Asamblea de Estandarización de Telecomunicación Mundial (WTSA), el cual crea los Grupos de Estudio de ITU-T y nombra sus equipos de administración. La secretaría está proporcionada por la Agencia de Estandarización de la Telecomunicación (debajo Director Chaesub Lee).